# Подсадек
Подсадек (пол. Podsadek) — село в Польщі, у гміні Сендзішув Єнджейовського повіту Свентокшиського воєводства.
Населення — 189 осіб (2011).
У 1975—1998 роках село належало до Келецького воєводства.

## Демографія
Демографічна структура на день 31 березня 2011 року:
|          | Загалом | Допрацездатний вік | Працездатний вік | Постпрацездатний вік |
| -------- | ------- | ------------------ | ---------------- | -------------------- |
| Чоловіки | 84      | 24                 | 50               | 10                   |
| Жінки    | 105     | 24                 | 56               | 25                   |
| Разом    | 189     | 48                 | 106              | 35                   |